# Амигос де Тапалпа, Ранчо Клуб (Тапалпа)
Амигос де Тапалпа, Ранчо Клуб (шп. Amigos de Tapalpa, Rancho Club) насеље је у Мексику у савезној држави Халиско у општини Тапалпа. Насеље се налази на надморској висини од 2229 м.

## Становништво
Према подацима из 2010. године у насељу су живела 2 становника.

### Хронологија
| Година       | 2000       | 2005 | 2010 |
| ------------ | ---------- | ---- | ---- |
| Становништво | 11 (5 / 6) | 4    | 2    |

### Попис
| # | Индикатор                     | Вредност |
| - | ----------------------------- | -------- |
| 1 | Укупно домаћинстава           | 76       |
| 2 | Укупно насељених домаћинстава | 1        |
| 3 | Величина локације             | 1        |